# Skalník puchýřnatý
Skalník puchýřnatý (Cotoneaster bullatus) je druh keře z čeledi růžovitých. Jeho přirozený areál se nachází v západní Číně (především provincie Chu-pej, S'-čchuan, Jün-nan a Tibet), kde se vyskytuje v řadě lesních a křovinatých biotopů v nadmořské výšce od 900 do 3200 m n. m. Pro své atraktivní plody a květy se pěstuje jako okrasná dřevina.

## Popis

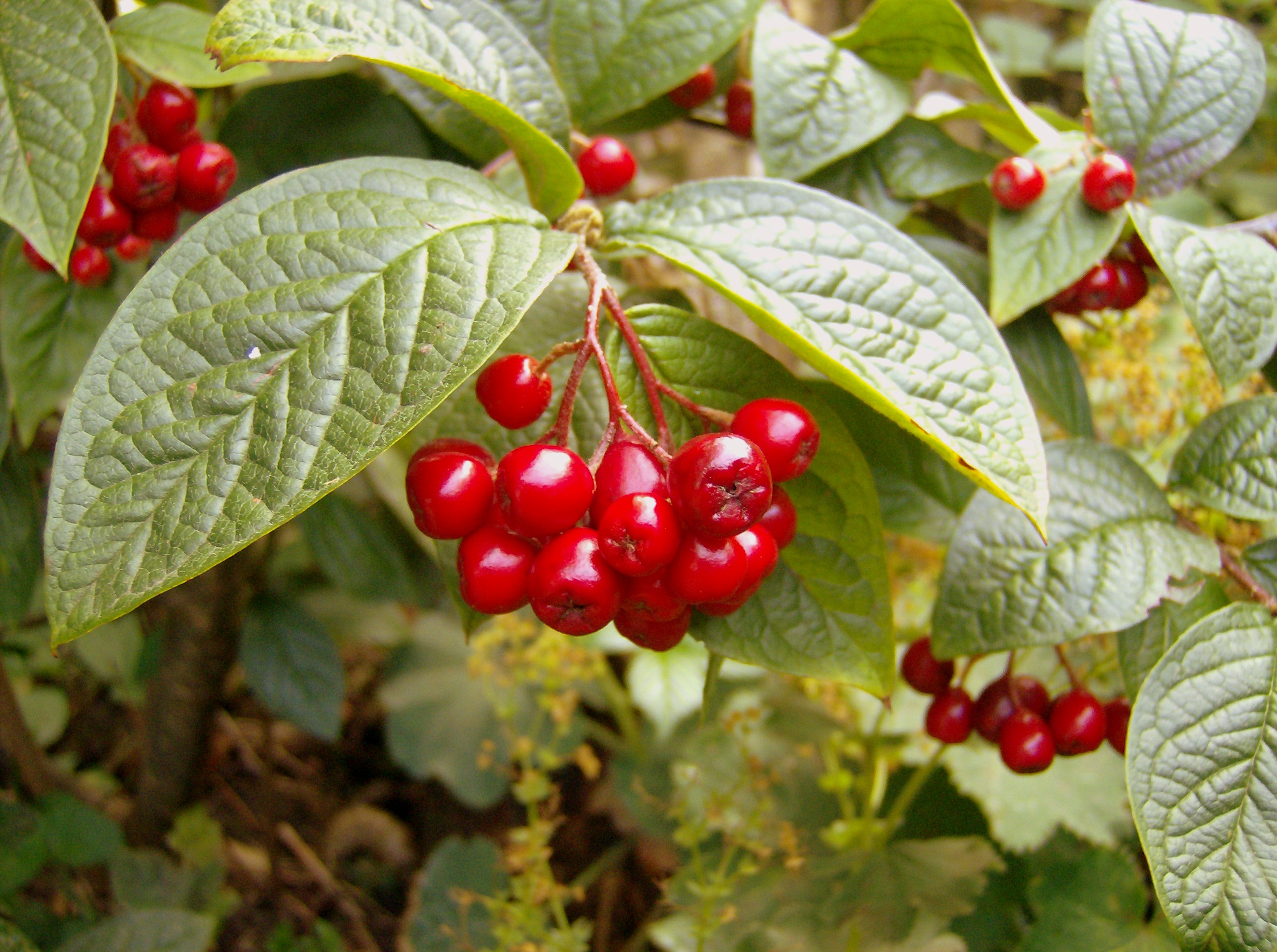
Detail listů a plodů

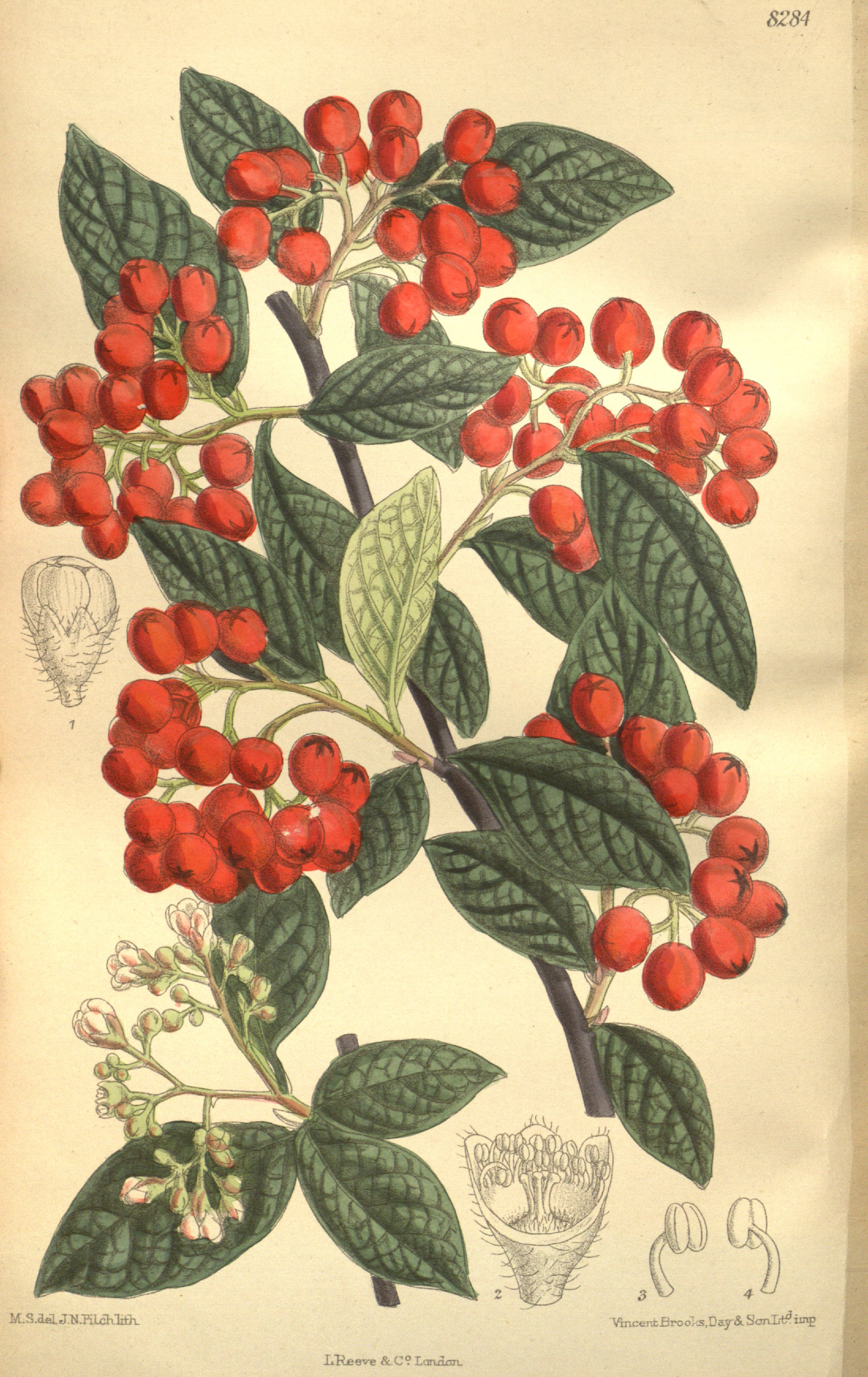
Botanická ilustrace

Je to obloukovitě rostoucí opadavý keř, který dorůstá nejčastěji výšky 2–4 metry. Větve jsou v průřezu kulaté, s šedou kůrou a střídavými listy. Větvičky a letorosty jsou zpočátku chlupaté, v dospělosti olysávající, jako u jiných skalníků beztrnné. Jednoduché listy mají krátký řapík (4–6 mm), který je obvykle bez chlupů, a podlouhle vejčitou čepel, obvykle 35–70 mm dlouhou a 20–40 mm širokou. Horní strana listů je tmavě zelená, nápadně vrásčitá a puchýřovitá, lysá nebo jemně chlupatá; spodní strana je šedozelená, jemně až silně rezavě chlupatá, zejména podél sekundárních žilek. Listy mají kopinaté palisty, 3–5 mm dlouhé, které brzy po otevření listů opadávají.
Květy jsou seskupeny do chocholičnatého květenství o průměru 30–50 mm, které obsahuje 12–30 květů. Jednotlivé květy mají 5 kališních lístků srůstajících v češuli a 5 narůžovělých, vzpřímených korunních plátků. Mají průměr 7–8 mm, 20–22 tyčinek a 4–5 volných čnělek. Na severní polokouli druh kvete od května do července, opylován je hmyzem. Plody jsou jasně červené kulovité malvice, které dozrávají v srpnu. Mají 6–8 mm v průměru a obsahují 4 nebo 5 jader.

## Ekologie a rozšíření
Přirozený areál rozšíření tohoto skalníku je v čínských provinciích Chu-pej, S'-čchuan, Jün-nan a v Tibetu. Dvě odrůdy se vyskytují pouze v západním Sečuánu. Roste zde v horských lesích a údolích, na svazích v křovinách a řídkých lesících nebo v houštinách na březích řek v nadmořských výškách od 900 do 3200 m. Nejlépe se mu daří na slunných až světlých, v létě nerozpálených místech a v čerstvé až vlhké, mírně kyselé až zásadité půdě bohaté na živiny. Při pěstování snese i slabší zastínění a je obvykle dobře mrazuvzdorný.

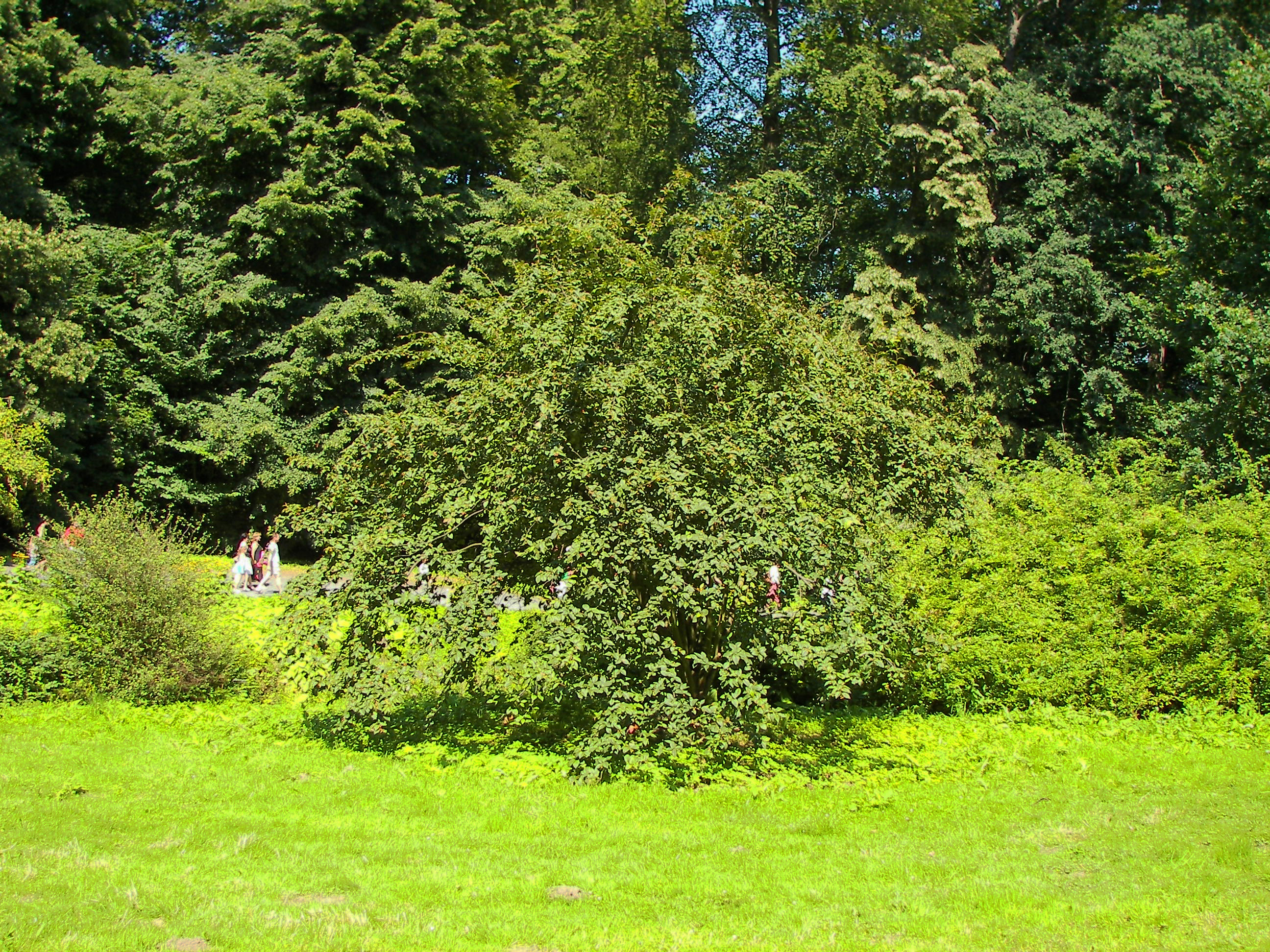
Celkový habitus v zeleni

## Využití
Pěstuje se v několika kultivarech a varietách jako okrasný keř v zahradách, vysokých živých plotech či jako parková solitéra i ve skupinách. Efektně červené podzimní zbarvení má například kultivar 'Samantha Jane'. Rostlina byla do kultury zavedena v roce 1898 a je rozšířena v Evropě, na Novém Zélandu a pravděpodobně i v Britské Kolumbii v Severní Americe. V České republice je druh uváděn jako zřídka přechodně zplaňující neofyt.